# Artur Augustyn
Artur Augustyn (ur. 6 stycznia 1983 r. w Rzeszowie) – polski siatkarz, grający na pozycji środkowego.

## Kariera
Pierwsze treningi w swoim rodzinnym mieście w Rzeszowie rozpoczął w 1997 roku. Największym sukcesem Artura było wywalczenie złotego medalu na Mistrzostwach Świata Juniorów z polską reprezentacją, które odbyły się w 2003 roku w Teheranie. - Ten turniej pamiętam bardzo dobrze, myślę że było to jedno z największych w mojej dotychczasowej karierze osiągnięć, mówi nam polski środkowy.
Kiedy we wrześniu 2003 roku polscy juniorzy wywalczyli w Teheranie mistrzostwo świata o wielu młodych siatkarzy zaczęły się starać najlepsze zespoły PLS-u, widząc w tym znakomitą inwestycję na przyszłość. Tak też potraktował podpisanie kontraktu z Arturem Augustynem prezes Mostostalu - Kazimierz Pietrzyk.
Drużyna ta co prawda nie potrzebowała środkowego, ponieważ w kadrze Mostatostalu byli: Robert Szczerbaniuk i Jarosław Stancelewski, a rezerwowym był Aleksander Januszkiewicz, jednak Augustyn szukał klubu, a szefostwo Mostostalu myślało już o odmłodzeniu zespołu, więc okazja ku temu była znakomita.
Na pewno nie jest to zawodnik, który może kogoś uratować albo nam pozwolić na wywalczenie mistrzostwa, ale niech zdobywa doświadczenie. Artur też wiedział, że gra w szeregach pięciokrotnego mistrza Polski i w jednej z najlepszych wówczas ekip siatkarskich w Europie to nie lada okazja, aby się wiele nauczyć, zdobyć doświadczenie i zaistnieć nie tylko na parkietach krajowych, ale również europejskich.
Nie tak wyobrażał sobie z pewnością swoja przygodę z Mostostalem młody mistrz świata juniorów, nie tak wyobrażali sobie też jego rolę w dwunastce, a właściwie trzynastce - włodarze klubu.
Kolejny sezon potwierdził obawy trenerów i zarządu. Mimo tego że Jarosław Stancelewski dopiero wracał do gry po rehabilitacji i zespół mógł zostać tylko z dwójką środkowych, prezes Pietrzyk postanowił wypożyczyć Artura do przeżywającej kłopoty kadrowe Nysy. Swoją dosyć ryzykowną decyzję tłumaczył dobrem zawodnika, który musi więcej grać.
Po zakończeniu sezonu Augustyn nie pozostał jednak w Nysie. Nie wrócił też do rodzinnego Rzeszowa. Podpisał kontrakt z niemieckim Bayerem Wuppertal, gdzie spędził trzy sezony.
- Trzy lata w Niemczech były dobre w moim wykonaniu, zbierałem dobre doświadczenia, grałem w meczu Gwiazd – opowiadał po powrocie do kraju.
- Przed sezonem 2008/2009 propozycje gry złożyły mi praktycznie wszystkie zespoły niemieckiej Bundesligi oprócz VfB Friedrichshafen. Tam może nie ma dużych nazwisk, ale moim zdaniem trenerzy tego zespołu stawiają na taką zespołowość – twierdzi Augustyn. Ostatecznie Artur trafił do Delecty Bydgoszcz.
Jednak kolejna przygoda z polską siatkówką trwała tylko rok. Ten sezon Artur spędził raczej w kwadracie dla rezerwowych.
-Żałuję swojej decyzji, ponieważ przed sezonem otrzymałem ciekawą propozycję z evivo Düren stało się inaczej wybrałem Bydgoszcz i niestety przegrałem rywalizację sportową – mówi zasmucony zawodnik.
W sezonie 2009/2010 Artur Augustyn zagrał dla niemieckiego zespołu, evivo Düren. Z tą drużyną wywalczył trzecie miejsce w lidze oraz drugie w Pucharze Niemiec.
- Na pewno się zmieniłem jako człowiek i siatkarz. Rok temu, grając w Delecie, w większości spotkań siedziałem na ławce. Tutaj gram w podstawowym składzie i się ogrywam, co jest bardzo ważne. Nie żałuję swojego wyboru, że tutaj powróciłem. Można powiedzieć, że był to jeden z najlepszych sezonów w mojej karierze – powiedział Augustyn.
Artura Augustyna nie zobaczyliśmy jednak w następnym sezonie w barwach evivo Düren. Polski siatkarz występujący w niemieckiej Bundeslidze w poprzednim sezonie z ekipą evivo wywalczył trzecie miejsce w lidze oraz drugą lokatę w Pucharze Niemiec. – Decyzja o nie przedłużeniu kontraktu z Arturem nie należała do łatwych, powiedział dyrektor niemieckiego klubu, Rüdiger Hein.
Artur Augustyn w następnym sezonie będzie występował w zespole VC Bad Dürrenberg/ Spergau (klub zmienił nazwę na CV Mitteldeutschland). - Jestem zadowolony, że podpisałem kontrakt z drużyną z Dürrenbergu, ponieważ dłużej nie mogłem czekać – mówi polski środkowy. Warto dodać, że siatkarze z Dürrenbergu w poprzednim sezonie zajęli 10. miejsce w rozgrywkach niemieckiej Bundesligi.
Pod koniec 2010 roku wykryto u niego raka, ale dzięki poddaniu się chemioterapii wygrał z tą chorobą i 14 kwietnia przeszedł pomyślnie ostatnią operację. W sezonie 2010/2011 jego zespół w niemieckiej Bundeslidze walczy o utrzymanie.

## Sukcesy
- 2. miejsce Mistrzostw Europy Kadetów 2001
- 2. miejsce Mistrzostw Europy Juniorów 2002
- Mistrzostwo Świata Juniorów 2003
- 3. miejsce Mistrzostw Niemiec w 2010 r.
- 2. miejsce w Pucharze Niemiec w 2010 r.